# كريس روبرتس (مطور ألعاب)
كريس روبرتس (بالإنجليزية: Chris Roberts)‏ مواليد 27 مايو 1968 في ريدوود، الولايات المتحدة، هو مصمم ألعاب فيديو، مبرمج ، منتج أفلام ومخرج أمريكي. معروف بعمله على لعبة محاكاة الفضاء ستار ستيزن والتي تعتبر من أعلى ألعاب الفيديو تكلفة.

## الحياة الشخصية
ولد في مدينة ريدوود بولاية كاليفورنيا في الولايات المتحدة، وترعرع في مانشستر بإنجلترا. درس في مدرسة بارس وود الثانوية. عندما كان مراهقا صنع عدة ألعاب الفيديو لجهاز بي بي سي ميكرو.

## الأعمال

### ألعاب
- ستار ستيزن
- ويزادور
- ستريكرز ران
- ألتيما 5: واريورز أوف ديستني
- تايمز أوف لور
- باد بلود
- وينج كوماندر
- وينج كوماندر: ذا سيكرت ميشينز
- وينج كوماندر: ذا سيكرت ميشينز 2: كروسيد
- وينج كوماندر 2: فينجينس أوف ذا كيلراثي
- وينج كوماندر 2
- سترايك كوماندر
- وينج كوماندر: بريفاتير
- وينج كوماندر: أرمادا
- وينج كوماندر 3: هيارت أوف ذا تايجر
- وينج كوماندر 4: ذا برايس أوف فريدوم
- ستارلانسر
- كونكوست: فرونتير وورز

### أفلام
- ذا بونيشر
- السترة
- ملك الحرب
- رقم الحظ سليفين

## وصلات خارجية
- كريس روبرتس على موقع IMDb (الإنجليزية)
- كريس روبرتس على موقع أول موفي (الإنجليزية)
- كريس روبرتس على موقع قاعدة بيانات الأفلام السويدية (السويدية)
- كريس روبرتس على موقع قاعدة بيانات الفيلم (الإنجليزية)
- كريس روبرتس على موقع كينوبويسك (الروسية)